# Cykelspark

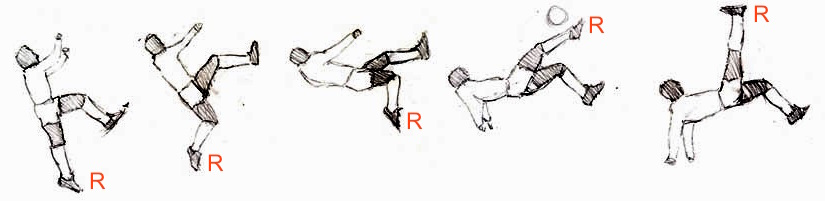
Illustration av en cykelsparks olika faser.

Cykelspark, bicykleta (av spanskans 'bicicleta') är en konstspark i fotboll. Spelaren hoppar upp och, liggande i luften, sparkar spelaren bollen över sitt huvud genom en pendelrörelse med benet. I stora delar av den spanskspråkiga världen används dock inte 'bicicleta' som benämning på cykelsparken, utan istället används chilena. 'Bicicleta' används istället för överstegsfinten.